# 亚历山大·斯卡奇科夫
亚历山大·阿纳托利耶维奇·斯卡奇科夫（羅馬化：Aleksandr Anatol'yevich Skachkov；1960年11月21日—）是俄罗斯政治人物，第八届国家杜马代表。
2003年至2004年，斯卡奇科夫担任东西伯利亚铁路局的负责人。2011年，他被任命为中央基础设施局东西伯利亚基础设施局局长。2017年至2021年，他担任外贝加尔铁路局的负责人。2019年，斯卡奇科夫成为统一俄罗斯党成员。2021年9月起，他担任第八届国家杜马代表。

## 制裁
斯卡奇科夫于2022年因俄乌战争而受到英国政府制裁。